# Càpsula (fruit)

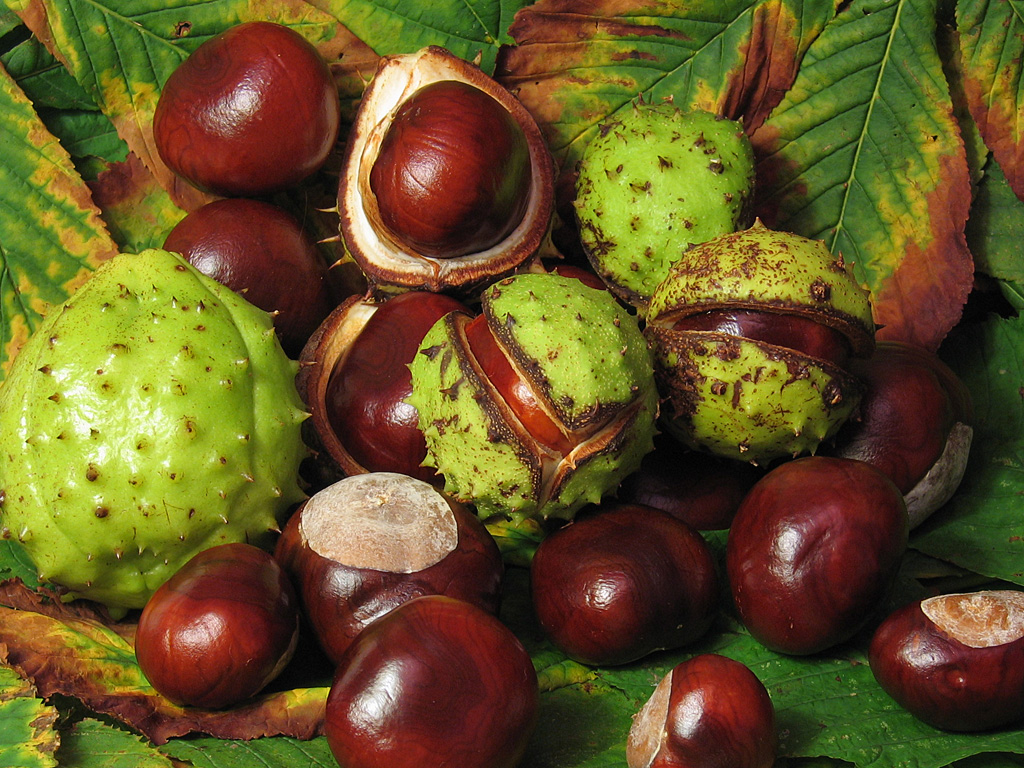
Càpsules de fals castanyer Aesculus hippocastanum

Una càpsula és un tipus de fruit sec dehiscent (és a dir, que s'obre al madurar), compost com a mínim de dos carpels.
De manera general cada càpsula conté més d'una llavor i es formen a partir d'un ovari súper.

La síliqua el pixidi i l'eteri són tipus particulars de càpsules.

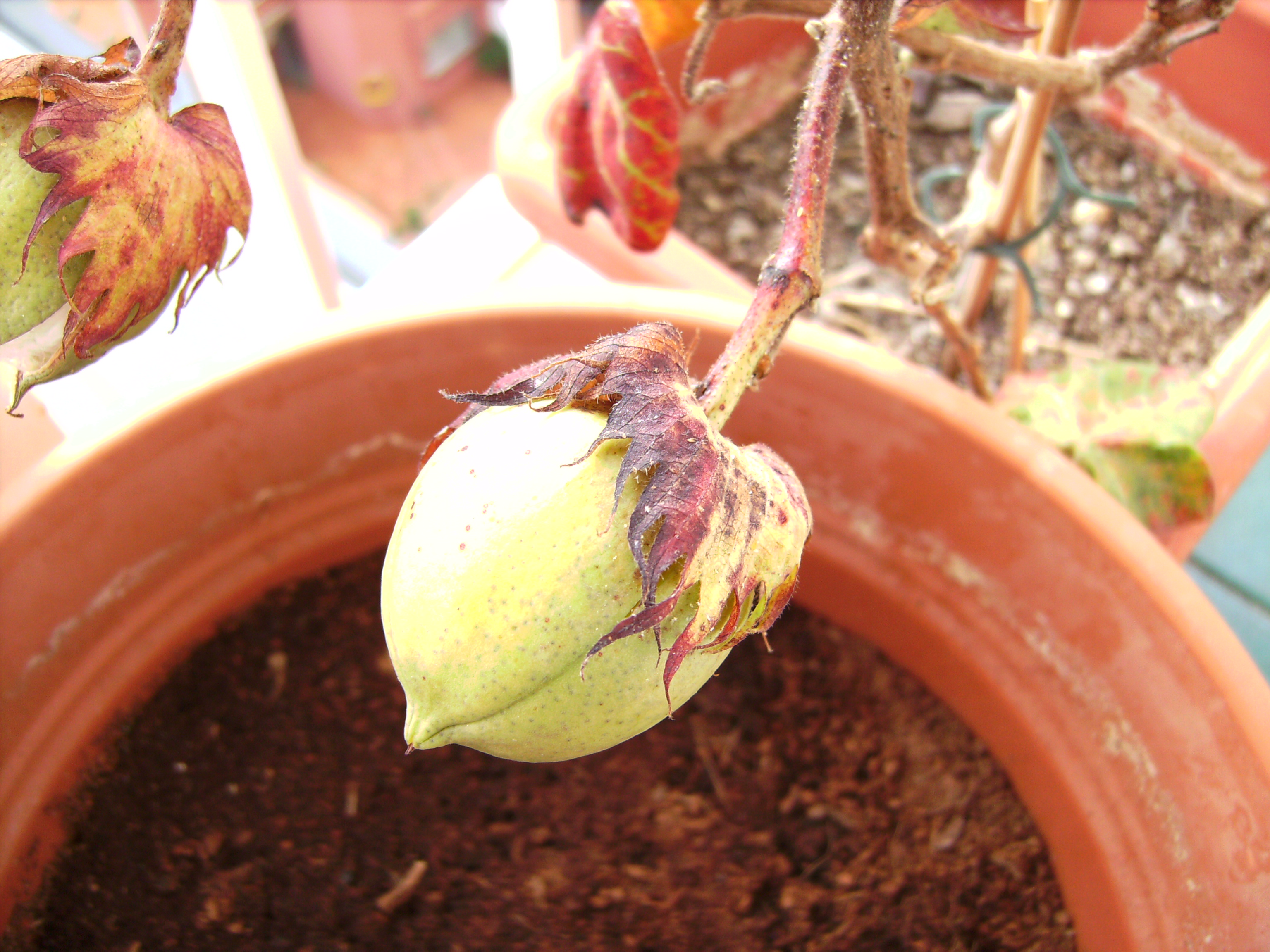
Càpsula de cotoner encara tancada

## Classificació segons la forma d'obertura del fruit
- Poral o valvular oberta per uns porus, com en la rosella
- septicida, per la juntura entre carpels, como en el gènere Digitalis;
- loculicida, cada carpel s'obre per separat (Tulipa spp.);
- septífraga, plans paral·lels a l'eix central del fruito (Cedrela tubiflora);
- placentífraga, per dues obertures properes a la placenta;
- dental, formant una vora dentada en la part superior;
- circular o transversal, els anomenats pixidis.

L'explosió de les càpsules quan maduren s'anomena autocoria